# Zuckerfabrik (Bad Freienwalde (Oder))
Zuckerfabrik ist ein bewohnter Gemeindeteil im Ortsteil Altranft der amtsfreien Stadt Bad Freienwalde (Oder) im Landkreis Märkisch-Oderland in Brandenburg.

## Geografie
Der Ort liegt zwei Kilometer nordöstlich von Altranft und fünf Kilometer ostsüdostwärts von Bad Freienwalde (Oder). Die Nachbarorte sind Herrenwiese im Norden, Croustillier im Nordosten, Neureetz im Osten, Altreetz und Neugaul im Südosten, Rathsdorf und Altranft im Südwesten, Waldhaus im Westen sowie Bad Freienwalde (Oder) und Flämmingsau im Nordwesten.